# Bonogo
Bonogo est une commune rurale située dans le département de Saponé de la province du Bazèga dans la région du Centre-Sud au Burkina Faso.

## Géographie
Le village de Bonogo est situé à 2 km à l'Ouest de la route nationale 6 et à 1 km au Nord-Est de Saponé.

## Santé et éducation
Le centre de soins le plus proche de Bonogo est le centre médical de Saponé.